# 若林忠志
若林 忠志（わかばやし ただし、本名：タダシ・ヘンリー・ワカバヤシ（Tadashi Henry Wakabayashi）、1908年3月1日 - 1965年3月5日）は、アメリカ合衆国ハワイ準州（Territory of Hawaii、現：ハワイ州）生まれのプロ野球選手（投手）・監督。ハワイ移民の日系2世。
ジャズ・ミュージシャンの津上研太は孫。

## 経歴
1908年3月1日、アメリカ合衆国ハワイ準州（Territory of Hawaii、現：ハワイ州）・オアフ島ワヒアワで出生。五男四女の九人兄妹の五番目の三男。父親の代に広島県芦品郡戸手村（現:福山市）からハワイへ移民しており、父母ともに広島県芦品郡生まれの日本人。父は農家の出だったが、両親はハワイで日本を主な取引相手とする雑貨貿易商を営むかたわら、パイナップル缶詰会社を経営する等、事業で成功し裕福な家庭で育った。
国籍はアメリカ・日本の二重だったが、1928年に日本国籍を一旦離脱。日系外国人に退去命令が出された1941年に日本国籍を回復、アメリカ国籍から離脱した。愛称は「ボゾ」（アメリカ俗語「BOZO」は「（筋肉ばかりある）薄ら馬鹿の男」といった意味。発祥は第一次世界大戦直後）。マッキンレー・ハイスクール時代は、アメリカンフットボールに熱心だったが、試合中に頭を蹴られ2か月の大けがをする。以後、両親からアメリカンフットボールを禁止され、次にベースボールをはじめた。元は捕手だったが、マッキンレー・ハイスクール時代の1学年上の田中義雄には敵わず、田中から投手転向を勧められ、上段から投げ下ろす剛速球を武器とするエースとなった。

### アマ時代
1928年、スタクトン野球団のメンバーとなり、親善試合のため来日。当時日本にはまだプロ野球が存在しなかったため東京六大学の早稲田・明治・法政などと対戦した。若林の存在はたちまち話題になり、六大学のうち特に法政大学が熱心に勧誘した。若林自身も両親の母国である日本に敬愛の念を抱いており、法政入学は決定かと思われたが、日本の中学校を出ていない外来選手の獲得には法政を除く六大学各校から反対意見が噴出したため、同年7月のハイスクール卒業を待って再来日させ、9月、横浜の旧制本牧中学校（現:横浜高等学校）に4年生として編入学させた。若林にはアメリカのAAA、サンフランシスコ・シールズからの誘いもあった。1929年3月に卒業。同年4月晴れて法政大学予科に入学となった。当時の東京六大学野球は早慶明の鼎立時代で、それに対して法大野球部は弱小チーム。若林の右腕に全てがかかっていたが、1年目はハワイと日本の野球の違いに戸惑い好結果を残せなかった。1930年徐々に適応してきた秋のリーグで法大は念願の初優勝。エースとして存分の働きを見せた。

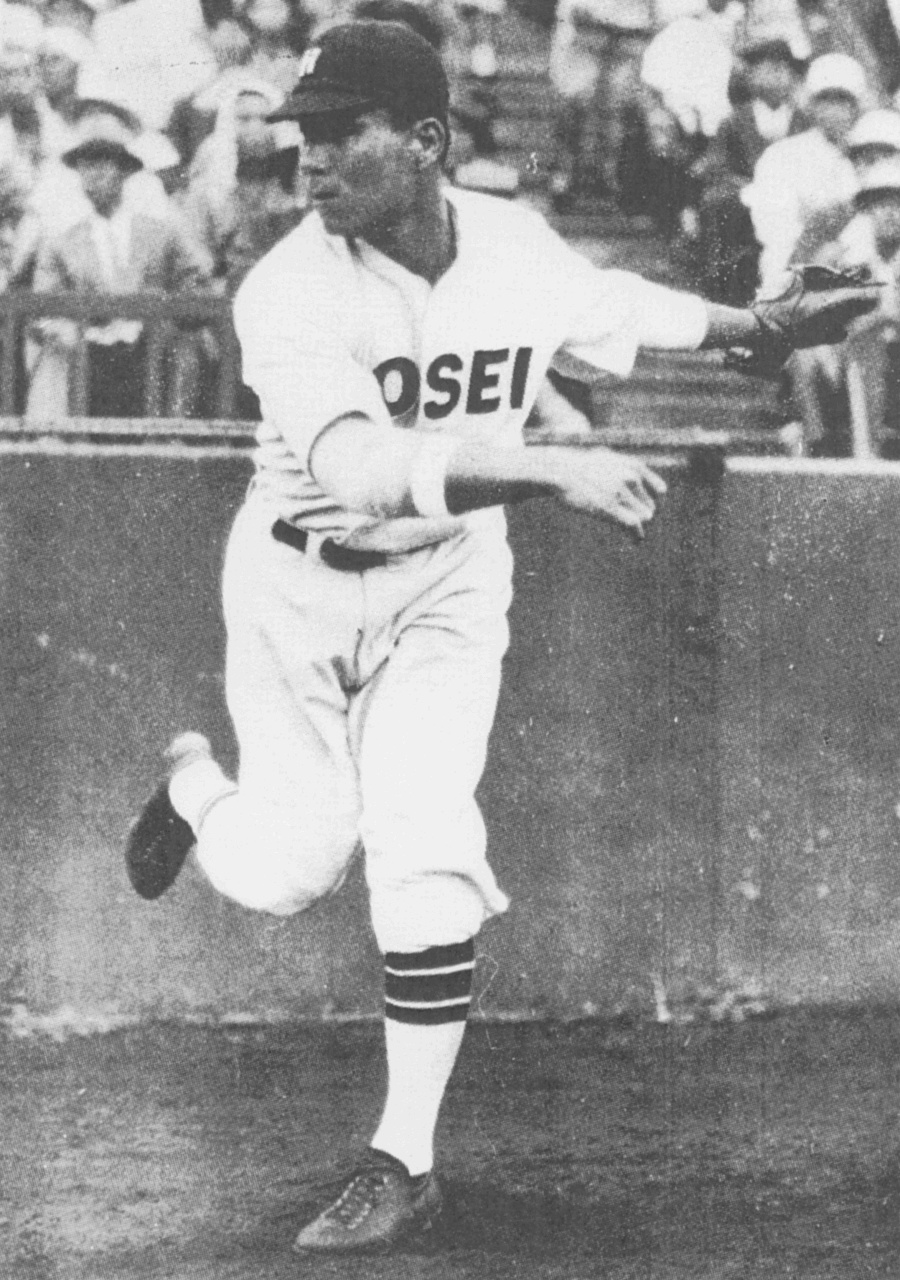
法大野球部時代の若林

3年生となった1931年秋、肘・肩を痛めサイドスローへの転向を余儀なくされる。これにより剛速球を失い、変化球とコーナーワークを磨くことになる。1932年4月に本科経済学部に進学。この年の秋季リーグ戦で2度目の優勝を果たす。1933年1月15日、東北の大富農本間家の出である妻・房と学生結婚し、原宿穏田に居を構えていた。1934年通年1シーズン全15戦の試合形式に変更され、法大は主力が大量に卒業し戦力が低下。若林が全15戦全てに登板し、11勝3敗1分の個人成績＝チーム成績を残すという空前絶後の働きを見せ、3度目の優勝に輝いた。リーグ戦通算87試合（史上最多）、43勝（史上4位。リーグ初の40勝）28敗。この他、隠し球をプロ野球で初めてやったといわれる苅田久徳にやり方を教えたのは大学時代の若林という。同年、同校体育会アメリカンフットボール部の創設に携わる。
1935年3月、法大を卒業。4月、知人の紹介で日本コロムビアに入社。ビジネスマンとして働く傍ら同社の実業団（社会人）チーム「コロムビア」にも参加し野球を続けた。給料は当時の一流会社の重役以上の500円と破格だった。
1935年7月16日に東京巨人軍が米国遠征から帰国。8月、第9回都市対抗野球大会で決勝戦進出、東京倶楽部に敗れたが最優秀選手に選ばれる。若林の元には巨人、大阪野球倶楽部設立（12月10日）に動いていた阪神電気鉄道（阪神）、大阪阪急野球協会設立（1936年1月23日）に動いていた阪神急行電鉄（阪急）が勧誘に訪れた。最初に来たのは巨人だったが、月給150円を提示され「プロ野球が隆盛に向かうように持っていく自信があるが、それにしては金額が安すぎる」として、巨人の勧誘を断る。次に阪神と阪急が来るが、若林は当時日本になかった概念「契約金」（1万円）を要求する。阪神がこれに応じて契約をまとめ、若林は本契約書サインをもって、1936年1月9日に大阪野球倶楽部に入団した。翌1月10日には大阪野球倶楽部のチーム名が大阪タイガースに決定した。当時は外国人規定などなく、戦前戦中のプロ野球に在籍した日系人（一世、二世、三世）選手は、若林ら19人にのぼるが、日本球界と米国西海岸、ハワイの日系人球界との交流は盛んで「日本のプロ球団は日系二世選手をアメリカ人とみなしていたのではなく、海外にいる日本人を連れてくるぐらいの意識にほかならなかった」とされる。日系人以外のいわゆる「アメリカ人選手」は白人のハーバート・ノース（名古屋軍）、バッキー・ハリス（名古屋―イーグルス）、黒人のジミー・ボンナ（大東京）の3人だけ。
若林は妻の実家も裕福で、前述のようにハワイの実家も事業で成功していたため、父親から「野球をやらなくても食えるようにしてやっている。ハワイに戻って来い」と催促されたが、「人の援助はもう受けたくない。アメリカの野球選手は立派に一流の社会人として成功している。日本だって必ずプロ選手としてやっていける」と確信してタイガース入団を決意した。

### プロ時代
プロ野球は最初は非常に茨の道であったが、若林は将来最も有望な事業であると堅く信じていたという。当時のタイガースは1936年の背番号を"いろは"順に定めたが、若林はこの順番とは違い18だった。若林は本来4をつけるはずだったが、4は縁起が悪いため、空番号のうち一番若い18をつけることになったのが理由である。若林が18をつけてエースとして活躍したことで「エースナンバー＝18」と言われるようになる。
タイガース入団時すでに28歳になっていたが投手寿命は非常に長く、45歳まで現役を続け、1リーグ時代の技巧派の代表的投手とされている。「七色の変化球」（ストレート、カーブ、シュート、スライダー、シンカー、ドロップ、ナックル）と呼ばれ、ナックルを初めて投げたとも言われる。だが、普段はそれほど多くの球種を投げておらず、殆どはストレートとカーブで、それを制球力と緩急によって投げ分け、打者を幻惑させた。コントロールに優れ、わざとコースを3つ続けて外して3ボールとし打者の打ち気を外してから打ち取ることを楽しみにしていた。特に絶妙のコントロールで、低めで変化させる球を持つことが、長く勝てる理由だとも述べている。
特筆すべきは被本塁打の少なさで、3557回投げてわずか69本しか打たれていない。9イニング当りに換算すると0.175本、すなわち6試合投げて1本しか打たれなかったことになる。戦前のこととはいえ飛び抜けて低い数値であった。球質が重かったと言われているが、それに加えコントロールが良かったことの証明であろう。
1936年（1年目）は10勝、1937年（2年目）は17勝を挙げる。この頃は彼より若い西村幸生や御園生崇男の方が活躍していた。秋シーズン前に肩痛が悪化する。3年目の春シーズンは戦線を離脱して治療に専念し、秋シーズン終盤に復帰した。
1941年、日系人が国籍の決断を迫られた。前年に日本がドイツ、イタリアとの軍事同盟（日独伊三国同盟）を結んだことにより日米関係が悪化したためで、米国は新国籍法を定め、日本で兵役に服したり、公務員になったり、選挙権を行使した者は米国市民権を失い、在日米国人に強制帰還を命じた。日系人は米国に帰るか、日本に残るかの二者択一を迫られ、同僚の堀尾文人ら4人は同年6月14日、横浜港からハワイに帰った。大和魂を大切にしてきた若林は「みんな、日本人となろう」と日系人仲間に呼びかけ、7月29日、米国籍離脱、日本国籍回復の申請を行い、同年8月8日に受理された。同年12月8日、真珠湾攻撃により日米開戦、故郷のハワイ・真珠湾が攻撃された。同じ日系人の田中義雄が動揺していると「オレたちは黙って野球をしていればいいんだ」と諭した。戦中も畑を耕し、軍需工場で働き、軍帽をかぶり、プレーを続けた。若林は日本人として生きた。
1939年（4年目）には全盛期に入り、自己最高の28勝と勝率・防御率のタイトルを獲得。以後シーズン20勝以上を6度記録し、ヴィクトル・スタルヒンや野口二郎と共に、戦中から戦後復興期の日本を代表する投手として活躍を続けた。
1942年からは選手兼任監督に就任した。
1944年、戦前最後のシーズンは35試合しか行われなかったが、そのうち31試合に登板して阪神を優勝に導き、最多勝・勝率1位・防御率1位とMVPを獲得した。この年の阪神のチーム勝利27勝のうち8割以上の22勝を稼ぎ、2位巨人のチーム勝利（19勝）より多かった。36歳で開幕を迎えたシーズンの最多勝獲得は2005年の下柳剛（阪神）と並び史上最年長タイ記録である。また、14試合連続登板の日本記録も残している。
戦争による中断を経て、終戦後は妻の故郷である宮城県石巻市で水産会社の社長を務めていた。プロ野球再開で復帰を要請されたが年齢も40に近く、会社も軌道に乗っていたため当初は復帰を拒否した。しかし戦時に何度も召集された藤村富美男が、体がボロボロになりながら監督兼エースとして投げている、などと聞き心を動かされ復帰を決意したといわれる。1947年に監督兼選手に復帰。11月3日対中日戦（後楽園球場）の延長10回裏1死から救援登板、11回表に味方打線が勝ち越し点を奪い裏を若林が締めてゲームセット。勝ち投手となり、スタルヒンに次ぐ200勝目を挙げた。このシーズンは26勝を挙げて優勝に貢献し、二度目のMVPに選ばれた。この年39歳で20勝投手の最年長記録である。
1948年3月、若林は自身が監修・発行人となり大阪で雑誌『ボールフレンド』を創刊。また子供のために『少年ボールフレンド』を発行した。同年「タイガース子供の会」を個人で立ち上げ、少年野球の発展ひいては阪神ファンの開拓に尽力した。
1949年、41歳で15勝を挙げ、この年まで阪神在籍13年で501試合に登板し233勝を挙げた。この数字は現在も阪神の投手最多勝記録である。この間、1940年 - 1941年は助監督を、1942年 - 1944年、1947年 - 1949年は監督を兼任している。
1950年、2リーグ分裂に伴い、パ・リーグの毎日へ移籍した。彼は以前から2リーグ制論者であり、1949年に始まったプロ野球再編問題に際しては阪神と毎日を中心とする新リーグ設立を積極的に支持していたが、結局阪神が巨人と同じリーグに残ることを決定したため、フロントとの対立が深刻化した結果である。この時に別当薫・土井垣武・呉昌征らも若林と行動を共にして阪神の弱体化を招いたため、阪神サイドから裏切り者扱いされて長らくそのイメージがつきまとうようになった。この理由を、彼のアメリカナイズされたビジネスライクな価値判断に求める意見もあり、例えば水原茂は『プロ野球史再発掘』の中で、「若林は考えが進歩的で、アメリカ式の価値判断でものごとをやっていく。日本式の義理人情じゃない。阪神には義理を感じてなかった男です。…われわれは入団当時、プロの初期のときには月給いくらと決まって、それっきりでいった時代です。ところが若林はちゃんと計算して、月給いくらよこせ、いくら契約金くれということで入っているんですよ。…新しいリーグができる。それじゃ新しく、変わった新天地で、自分を高く評価判断して買ってもらおうとすぐ割り切る男ですよ。だから阪神で相当もらっていても、それは別として、毎日から評価を受けて買われるとなると、パッと切り替えるんですよ」などと述べている。だが彼にしてみれば、2リーグ制の確立に貢献したいという信念に基づく行動である。来日中だったサンフランシスコ・シールズのフランク・オドール監督と交流するうちに2リーグ制の必要性を更に痛感するようになっており、スポーツニッポン紙1950年1月21日付の座談会「僕はなぜやめたか」で退団理由を次のように語っている。
「私としては長年ご厄介になった阪神を辞めたくなかったし、辞めるにしても気持ちよく綺麗にやめたかった。しかし、シールズ軍の連中が来たときにいろいろ話を聞いてみるにつけ、連盟の首脳部および球団のオーナーに対する不満が抑えきれないものになってきた」
既に42歳になっており、選手としてはシーズンをフルに戦える余力はなかったが、11月12日の対近鉄戦では最年長完封勝利（当時）を果たしている。同年の第1回日本シリーズ第1戦に自ら志願して先発。老練な投球内容で日本シリーズ最初の勝利投手となり、毎日の日本一に貢献した。第6戦に2番手投手として登板した際、その試合で既に2本の本塁打を放っていた岩本義行を無死満塁から敬遠した。満塁での敬遠は日本プロ野球史上初である（リーグ公式戦では1975年に広島・中日戦で記録されたのが最初）。岩本自身が「ノーアウトで敬遠なんて、自分の長い野球生活でも後にも先にもない」と驚く作戦だった。
1951年は白星ゼロに終わり、翌1952年は登板もなく、引退同然の状態であった。1953年は2試合に登板したが、これは通算奪三振数がそれまで999個だったので、1000個にするためだったといわれる。黒星1個・自責点8と引き替えに三振1個をもぎ取り、同年正式に現役引退を表明した。

### 引退後
毎日時代も監督を兼任していたが、1950年 - 1952年は総監督の湯浅禎夫が実指揮を執っており、若林はヘッドコーチ的な立場に過ぎなかった。なお1952年は平和台事件の責任を取って、シーズン途中で二軍監督に降格している。1954年には毎日の営業担当取締役に就任するが1年限りで退職し、トンボのヘッドコーチに招かれる。しかしチームは記録的な敗数を喫し1年で退団した。この後いったんプロ野球を離れ「日本ペプシコ」社長やアメリカのテレビ映画『ローハイド』などを輸入した「PCAジャパン」日本支社長に就き、その傍ら毎日放送（テレビ・ラジオ）の野球解説者としても活動した。
1961年に大洋の二軍非常勤投手コーチとして球界に復帰。1963年は西鉄のヘッドコーチに就任。トニー・ロイ、ジム・バーマ、ジョージ・ウイルソンら3名の外国人選手を西鉄に紹介。また、田中勉、安部和春、若生忠男、畑隆幸、井上善夫ら若手の投手陣を指導し、長らく稲尾和久一人に頼った西鉄投手陣の立て直しを図った。西鉄は南海に14.5ゲーム差をつけられたが、これらの選手が活躍してゲーム差を逆転し10月21日にリーグ優勝を達成、若林の手腕は高く評価された。
1964年には野球殿堂入りを果たす。しかし11月に末期の胃癌が判明し、同年限りで西鉄から退団した。ただし妻の房の意向で妻と当時の西鉄監督だった中西太以外には事実が伏せられたため、「チームの不振の責任を若林1人に負わせた」として西鉄球団や中西が非難される事態となった。
1965年3月5日、57歳で逝去。プロ野球葬が行われ「最期まで病床で現場復帰を懇願していた」と中西が後に語っている。

## 若林忠志賞
没後の2011年3月4日、阪神球団がチーム内において優秀な社会貢献活動をした者を表彰する「若林忠志賞」を創設することを決定。2011年シーズンオフから実施することを明らかにし、7月21日に阪神から正式に発表された。毎年11月の優秀な社会貢献活動をした選手は11月の球団納会などにおいて、記念盾と表彰金100万円、活動支援金100万円がそれぞれ贈呈されるほか、阪神甲子園球場内にある「甲子園歴史館」に賞のコーナーを設置して顕彰される。なお、監督・コーチ・フロントなどから「若林忠志賞特別賞」を授与する場合もある。
同じくして2011年4月8日から7月31日まで「甲子園歴史館」にて、企画展『初代エース若林忠志と助っ人外国人列伝』が開催された。

### 歴代表彰選手
1. 第1回（2011年） - 桧山進次郎
現役時代10年間にわたり母子生活支援施設の児童を甲子園の公式戦に招待。また児童福祉施設に図書などを寄付するなどの社会的評価を得た。
2. 第2回（2012年） - 藤川球児
フリースクールなどに通う児童などを招待、また絶対的守護神としてチームの勝利とファンへの勇気をもたらすなど、プレー以外でのファンサービスの姿勢など、社会的な貢献を熱心に進めた。
3. 第3回（2013年） - 岩田稔
1型糖尿病を抱えながらプロ野球選手としてプレーし、様々なハンディキャップを克服しながら日々の生活を送る子供たちに勇気を与え、また糖尿病の子供たちを公式戦に招待するといった活動を通して、糖尿病の社会的な啓蒙活動を展開。
4. 第4回（2014年） - 久保田智之
2009年から6年間にわたり、7千人以上の子供たちを甲子園の公式戦に招待した。
5. 第5回（2015年） - 鳥谷敬
2011年から5年間にわたり沖縄の医療施設を訪問、またフィリピンの恵まれない子供達に靴を贈るなど幅広く活動[26]。
6. 第6回（2016年） - 能見篤史
2014年から1勝につき10万円分の玩具を西宮市と豊岡市の児童施設に贈る活動を行う[27]。
7. 第7回（2017年）該当無し
8. 第8回（2018年） - 北條史也
入団年から毎年シーズンオフに障害児入所施設や母子医療施設などを訪問し、社会貢献活動を行っている[28]。
9. 第9回（2019年） - 西勇輝
オリックス時代の2011年から日本赤十字社や日本財団子どもサポートプロジェクトへの寄付を毎年行っている[29]。
10. 2020年には、年始から新型コロナウイルス感染症が日本国内で流行していることなどを踏まえて表彰を見送った[30]。
11. 第10回（2021年） - 岩貞祐太
熊本地震の「復興支援」と「子どもたちへの野球振興」を目的に、2017年から2020年まで勝利数に応じて1勝につき10万円の寄付、または相当金額分の野球道具寄贈だった行ってきた。2021年は中継ぎに転向したため1ホールドにつき5万円の寄付、または相当金額分の野球道具を熊本県で活動する少年野球チームまたは少年野球を運営する団体へ寄贈することに変更[31]。
12. 第11回（2022年） - 原口文仁
2018年末の健康診断で大腸癌の罹患が判明したにもかかわらず、2019年1月末の手術を経てシーズン中の6月に一軍復帰を果たした経験を踏まえて、同年のオフシーズンから癌の早期発見・治療に向けた啓発活動に従事。「チャイルド・ケモ・ハウス」（神戸市内にある小児がん医療ケア施設）への訪問に加えて、2020年以降はこの施設に対して、レギュラーシーズンの一軍公式戦で記録した安打と打点の総数に1万円を乗じた金額の寄付を続けている（当該項で詳述）[32][33]。
13. 第12回（2023年） - 近本光司
入団2年目の2020年より、毎年甲子園のレフト外野席の年間予約席を購入し、故郷の淡路市在住者を年間240名招待(2020年度は無観客開催の為実施なし)する『近本シート』の実施や、淡路島や自主トレ先の沖永良部島の子どもたちを対象にした野球教室・スポーツ教室を定期的に開催するなど、離島を中心とした社会貢献活動と野球・スポーツ振興活動を行っている[34]。
14. 第13回（2024年） - 岩崎優
タイガースOBである能見篤史の活動を引き継ぎ、2021年より西宮市及び静岡市清水区（岩崎選手の出身地）の幼稚園・保育園や児童福祉施設などに、シーズンの登板数に応じた金額相当分の玩具を寄贈するなど、子どもたちに夢を与える社会貢献・野球振興活動を継続的に行っている[35]。

- 特別賞

1. 第1回（2011年） - 阪神タイガース選手会、阪神タイガースOB会
東日本大震災復興支援募金活動をシーズンを通じて実施した。また、エコキャップ活動により社会的に高い評価を受けたため。
川藤会長を中心とし、OB会員委員のみならず、阪神･球界OBタレント等にも呼びかけ、募金活動を2011年シーズン最終戦まで実施したため。
2. 第2回（2012年） - 該当無し
3. 第3回（2013年） - 該当無し
4. 第4回（2014年） - 該当無し
5. 第5回（2015年） - 該当無し
6. 第6回（2016年） - 該当無し
7. 第7回（2017年） - 阪神タイガース選手会
2005年以降セ・パ交流戦やウル虎の夏などで実際に着用したユニフォームを対象とするチャリティーオークションを球団とともに開催し、ファンの支持による寄付金は累計で1億8000万円を超え、毎年恵まれない子供の試合や国内外の災害地の救済などに大いに役立っており、多年にわたり多くの寄付を募るために尽力するその姿勢が評価され、特別賞の受賞となった[36]。
8. 第8回（2018年） - 該当無し

## 詳細情報

### 年度別投手成績
| 年 度      | 球 団          | 登 板 | 先 発 | 完 投 | 完 封 | 無 四 球 | 勝 利 | 敗 戦 | セ 丨 ブ | ホ 丨 ル ド | 勝 率 | 打 者 | 投 球 回 | 被 安 打 | 被 本 塁 打 | 与 四 球 | 敬 遠 | 与 死 球 | 奪 三 振 | 暴 投 | ボ 丨 ク | 失 点 | 自 責 点 | 防 御 率 | W H I P |
| ---------- | -------------- | ----- | ----- | ----- | ----- | -------- | ----- | ----- | -------- | ----------- | ----- | ----- | -------- | -------- | ----------- | -------- | ----- | -------- | -------- | ----- | -------- | ----- | -------- | -------- | ------- |
| 1936春夏   | 大阪 阪神 大阪 | 9     | 7     | 4     | 0     | 0        | 5     | 2     | --       | --          | .714  | 311   | 68.0     | 70       | 3           | 29       | --    | 3        | 39       | 0     | 0        | 42    | 30       | 3.97     | 1.46    |
| 1936秋     | 大阪 阪神 大阪 | 12    | 9     | 4     | 1     | 0        | 5     | 4     | --       | --          | .556  | 318   | 75.2     | 60       | 1           | 28       | --    | 1        | 27       | 0     | 0        | 24    | 19       | 2.25     | 1.16    |
| 1937春     | 大阪 阪神 大阪 | 21    | 10    | 4     | 0     | 1        | 8     | 2     | --       | --          | .800  | 393   | 92.0     | 85       | 1           | 25       | --    | 2        | 41       | 1     | 0        | 37    | 18       | 1.76     | 1.20    |
| 1937秋     | 大阪 阪神 大阪 | 19    | 13    | 6     | 2     | 1        | 9     | 4     | --       | --          | .692  | 434   | 104.2    | 95       | 2           | 25       | --    | 0        | 35       | 0     | 0        | 42    | 29       | 2.49     | 1.15    |
| 1938秋     | 大阪 阪神 大阪 | 7     | 4     | 2     | 0     | 0        | 4     | 2     | --       | --          | .667  | 184   | 44.2     | 32       | 2           | 18       | --    | 0        | 14       | 0     | 0        | 18    | 15       | 3.00     | 1.12    |
| 1939       | 大阪 阪神 大阪 | 48    | 30    | 25    | 8     | 3        | 28    | 7     | --       | --          | .800  | 1326  | 330.0    | 248      | 4           | 91       | --    | 3        | 99       | 1     | 0        | 79    | 40       | 1.09     | 1.03    |
| 1940       | 大阪 阪神 大阪 | 56    | 28    | 23    | 6     | 3        | 22    | 17    | --       | --          | .564  | 1380  | 347.1    | 266      | 5           | 108      | --    | 4        | 88       | 0     | 0        | 94    | 70       | 1.81     | 1.08    |
| 1941       | 大阪 阪神 大阪 | 42    | 23    | 21    | 2     | 0        | 18    | 17    | --       | --          | .514  | 1264  | 321.2    | 234      | 2           | 102      | --    | 1        | 87       | 1     | 0        | 70    | 52       | 1.45     | 1.04    |
| 1942       | 大阪 阪神 大阪 | 58    | 27    | 24    | 4     | 2        | 26    | 12    | --       | --          | .684  | 1518  | 377.1    | 294      | 4           | 127      | --    | 3        | 109      | 1     | 0        | 96    | 67       | 1.60     | 1.12    |
| 1943       | 大阪 阪神 大阪 | 52    | 39    | 39    | 10    | 4        | 24    | 15    | --       | --          | .615  | 1656  | 415.2    | 299      | 1           | 123      | --    | 2        | 99       | 2     | 0        | 80    | 49       | 1.06     | 1.02    |
| 1944       | 大阪 阪神 大阪 | 31    | 24    | 24    | 5     | 4        | 22    | 4     | --       | --          | .846  | 990   | 248.0    | 199      | 1           | 53       | --    | 0        | 45       | 0     | 1        | 59    | 43       | 1.56     | 1.02    |
| 1946       | 大阪 阪神 大阪 | 12    | 7     | 7     | 0     | 0        | 4     | 4     | --       | --          | .500  | 359   | 82.2     | 83       | 1           | 38       | --    | 3        | 25       | 1     | 0        | 35    | 28       | 3.04     | 1.46    |
| 1947       | 大阪 阪神 大阪 | 43    | 35    | 31    | 10    | 5        | 26    | 12    | --       | --          | .684  | 1318  | 331.2    | 277      | 8           | 69       | --    | 5        | 86       | 1     | 0        | 101   | 77       | 2.09     | 1.04    |
| 1948       | 大阪 阪神 大阪 | 48    | 33    | 26    | 4     | 5        | 17    | 20    | --       | --          | .459  | 1338  | 326.1    | 318      | 7           | 66       | --    | 2        | 78       | 0     | 2        | 120   | 90       | 2.48     | 1.18    |
| 1949       | 大阪 阪神 大阪 | 43    | 25    | 19    | 4     | 2        | 15    | 14    | --       | --          | .517  | 1135  | 271.0    | 271      | 14          | 73       | --    | 3        | 93       | 1     | 1        | 117   | 99       | 3.29     | 1.27    |
| 1950       | 毎日           | 14    | 7     | 4     | 1     | 1        | 4     | 3     | --       | --          | .571  | 306   | 73.0     | 79       | 7           | 15       | --    | 0        | 20       | 0     | 0        | 41    | 30       | 3.70     | 1.29    |
| 1951       | 毎日           | 11    | 5     | 0     | 0     | 0        | 0     | 4     | --       | --          | .000  | 173   | 41.0     | 46       | 6           | 6        | --    | 0        | 14       | 0     | 1        | 29    | 22       | 4.83     | 1.27    |
| 1953       | 毎日           | 2     | 1     | 0     | 0     | 0        | 0     | 1     | --       | --          | .000  | 35    | 6.2      | 15       | 0           | 2        | --    | 0        | 1        | 0     | 0        | 9     | 8        | 10.29    | 2.55    |
| 通算：16年 | 通算：16年     | 528   | 327   | 263   | 57    | 31       | 237   | 144   | --       | --          | .622  | 14438 | 3557.1   | 2971     | 69          | 998      | --    | 32       | 1000     | 9     | 5        | 1093  | 786      | 1.99     | 1.12    |

- 各年度の太字はリーグ最高
- 大阪（大阪タイガース）は、1940年途中に阪神（阪神軍）に、1947年に、大阪（大阪タイガース）に球団名を変更

### 年度別監督成績
| 年度      | 年度      | 球団      | 順位      | 試合 | 勝利 | 敗戦 | 引分 | 勝率 | ゲーム差 | チーム 本塁打 | チーム 打率 | チーム 防御率 | 年齢 |
| --------- | --------- | --------- | --------- | ---- | ---- | ---- | ---- | ---- | -------- | ------------- | ----------- | ------------- | ---- |
| 1942年    | 昭和17年  | 阪神      | 3位       | 105  | 52   | 48   | 5    | .520 | 21       | 9             | .204        | 1.82          | 34歳 |
| 1943年    | 昭和18年  | 阪神      | 3位       | 84   | 41   | 36   | 7    | .532 | 11       | 12            | .201        | 1.80          | 35歳 |
| 1944年    | 昭和19年  | 阪神      | 1位       | 35   | 27   | 6    | 2    | .818 | -        | 1             | .248        | 1.53          | 36歳 |
| 1947年    | 昭和22年  | 阪神      | 1位       | 119  | 79   | 37   | 3    | .681 | -        | 17            | .258        | 2.18          | 39歳 |
| 1948年    | 昭和23年  | 阪神      | 3位       | 140  | 70   | 66   | 4    | .515 | 17       | 50            | .262        | 2.88          | 40歳 |
| 1949年    | 昭和24年  | 阪神      | 6位       | 137  | 65   | 69   | 3    | .485 | 20.5     | 141           | .283        | 4.47          | 41歳 |
| 1953年    | 昭和28年  | 毎日      | 5位       | 120  | 56   | 62   | 2    | .475 | 14.5     | 56            | .252        | 3.13          | 45歳 |
| 通算：7年 | 通算：7年 | 通算：7年 | 通算：7年 | 740  | 390  | 324  | 26   | .546 |          |               |             |               |      |

### タイトル
- 最多勝利：1回（1944年）
- 最優秀防御率：2回（1939年、1944年）
- 最高勝率：2回（1939年[注 4]、1944年）

### 表彰
- 最高殊勲選手（MVP）：2回（1944年、1947年）※1947年は投手では1リーグ制最後の受賞
- 野球殿堂競技者表彰（1964年）

### 記録
- シーズン20勝以上 6回（1939年、1940年、1942年 - 1944年、1947年）
- 14試合連続登板（1944年、マイク・マーシャルを凌ぐ世界記録）
- 最年長最多勝利投手（1944年）
- 最年長20勝投手（1947年）
- 日本シリーズ最年長勝利投手（1950年、42歳8か月）

### 背番号
- 18（1936年 - 1941年、1946年）
- 30（1942年 - 1943年、1947年 - 1949年、1963年 - 1964年）
- 33（1950年 - 1953年）
- 50（1955年）
- 60（1956年）